# Mesochorus taeniatus
Mesochorus taeniatus är en stekelart som beskrevs av Dasch 1974. Mesochorus taeniatus ingår i släktet Mesochorus och familjen brokparasitsteklar. Inga underarter finns listade i Catalogue of Life.